# Canajoharie (hrabstwo Montgomery)
Canajoharie – wieś w Stanach Zjednoczonych, w stanie Nowy Jork, w hrabstwie Montgomery.